# Valdemar Kaave
Valdemar Kaave (4. maj 1890 i Hundstrup på Fyn – 17. februar 1976) var en dansk-amerikansk bygmester.
Han var søn af husmand Jens Hansen (død 1936) og hustru Johanne født Rasmussen (død 1943), tog præliminæreksamen og var tjenstgørende i artilleriet 1910-23, hvor han blev sergent 1914. Kaave udvandrede til USA 1924 og virkede som bygmester i Brooklyn, New York fra 1925 og var stifter af og direktør for Kaave Homes, Inc. Han var atter bosat i Danmark fra 1962.
Kaave var frimurer og ordførende mester i frimurerlogen Frederik Lodge 857, F & AM i New York i 1933,  district deputy stormester, 6' Manhattan district, storlogen New York 1939-40, formand for Danish Luncheon Club, New York 1948 og 1949, derefter æresmedlem. Han var Ridder af Dannebrog og bar Christian X's Frihedsmedalje.
Han blev gift 17. marts 1918 med Edith Hjælmhof (31. marts 1895 i København - ?), datter af skræddermester Frederik Hjælmhof (død 1937) og hustru Anna født Nielsen (død 1942). Hun var ligeledes dekoreret med Christian X's Frihedsmedalje.